# Bidone d’oro

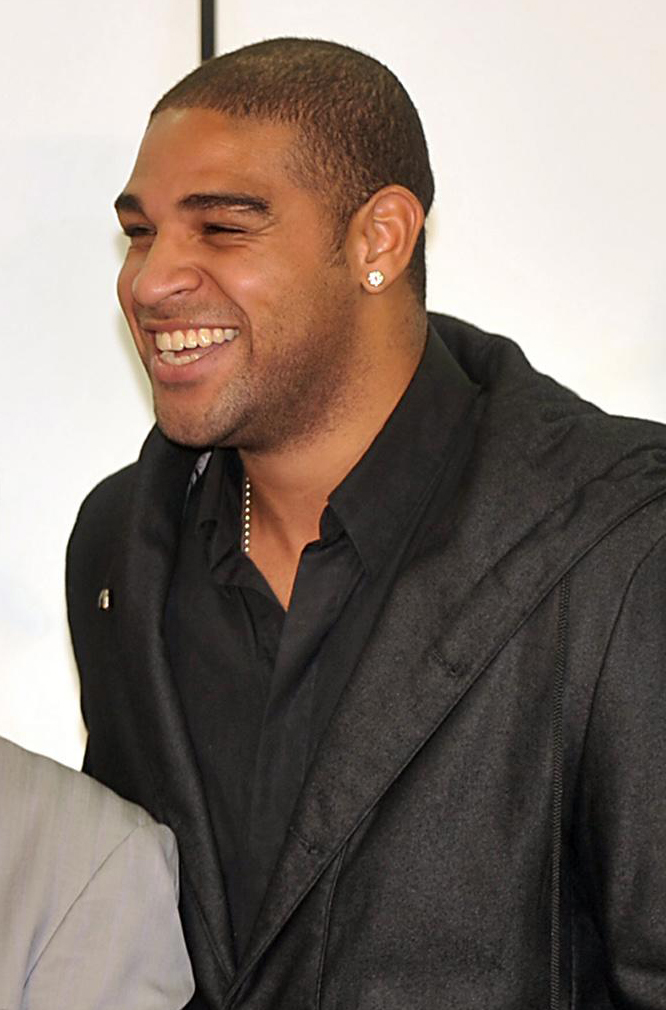
Dreimal mit dem Bidone d’oro „ausgezeichnet“: Adriano

Der Bidone d’oro (ital. für Goldene Mülltonne) war ein Preis, der von 2003 bis 2012 von der Sendung Catersport des italienischen Hörfunksenders Rai Radio Due vergeben wurde. Ausgezeichnet wurde – in ironischer Anlehnung an den Ballon d’Or, italienisch Pallone d’oro genannt – der schlechteste Spieler der italienischen Fußballmeisterschaften.
Nachdem eine Jury geeignete Kandidaten ausgesucht hat, wählten die Hörer der Sendung aus diesen den Titelträger. Die Wahl fand im Internet sowie in über ganz Italien verbreiteten Wahllokalen statt. Dreimal fiel die Wahl auf den brasilianischen Nationalspieler Adriano. Einziger platzierter deutscher Spieler war 2003 Carsten Jancker auf dem dritten Rang.
Nach der Absetzung von Catersport 2012 wurde der Preis nicht mehr verliehen. 

## Preisträger und Platzierte
Name und Verein(e), für den/die er im Jahr der Wahl in Italien aktiv war:
| Jahr | Bidone d’oro                               | Zweitplatzierter                              | Drittplatzierter                      |
| ---- | ------------------------------------------ | --------------------------------------------- | ------------------------------------- |
| 2003 | Rivaldo (AC Mailand)                       | As-Saadi al-Gaddafi (AC Perugia Calcio)       | Carsten Jancker (Udinese Calcio)      |
| 2004 | Nicola Legrottaglie (Juventus Turin)       | Christian Vieri (Inter Mailand)               | Alessandro Del Piero (Juventus Turin) |
| 2005 | Christian Vieri (Inter Mailand/AC Mailand) | Santiago Solari (Inter Mailand)               | Antonio Cassano (AS Rom)              |
| 2006 | Adriano (Inter Mailand)                    | Alberto Gilardino (AC Mailand)                | Ricardo Oliveira (AC Mailand)         |
| 2007 | Adriano (Inter Mailand)                    | Dida (AC Mailand)                             | Ronaldo (AC Mailand)                  |
| 2008 | Ricardo Quaresma (Inter Mailand)           | Christian Vieri (AC Florenz/Atalanta Bergamo) | Adriano (Inter Mailand)               |
| 2009 | Felipe Melo (AC Florenz/Juventus Turin)    | Ricardo Quaresma (Inter Mailand)              | Tiago (Juventus Turin)                |
| 2010 | Adriano (AS Rom)                           | Amauri (Juventus Turin)                       | Ronaldinho (AC Mailand)               |
| 2011 | Diego Milito (Inter Mailand)               | Amauri (Juventus Turin)                       | Miloš Krasić (Juventus Turin)         |
| 2012 | Alexandre Pato (AC Mailand)                | Nicklas Bendtner (Juventus Turin)             | Lúcio (Juventus Turin)                |